# Kloster Mor Loozor
Das Kloster Mor Loozor (Heiliger Lazarus) ist ein verlassenes und teils ruinöses syrisches Kloster in der Türkei. Es befindet sich auf einem Hügel, etwa 1 km vom Dorf Mercimekli (ehemals Habsnas oder Habsus) bei der Stadt Midyat in der Provinz Mardin.

## Beschreibung
Es wird vermutet, dass das Kloster von Simeon de-Zayte (syr. ܫܡܥܘܢ ܕܙܝ̈ܬܐ, shim’on de-zayte, türkisch Şemun dı-Zayte, deutsch „Simeon von den Oliven“), einem syrischen Spiritualisten, auf den Ruinen eines zoroastrischen Tempels im 5. oder 6. Jahrhundert gegründet oder erneuert wurde. Das Kloster ist von einer drei Meter hohen Steinmauer umgeben. Die verlassenen Gebäude des Klosters sind noch erhalten, allerdings wurden diese im Jahre 2008 von Schatzsuchern stark beschädigt.